# 信長包圍網

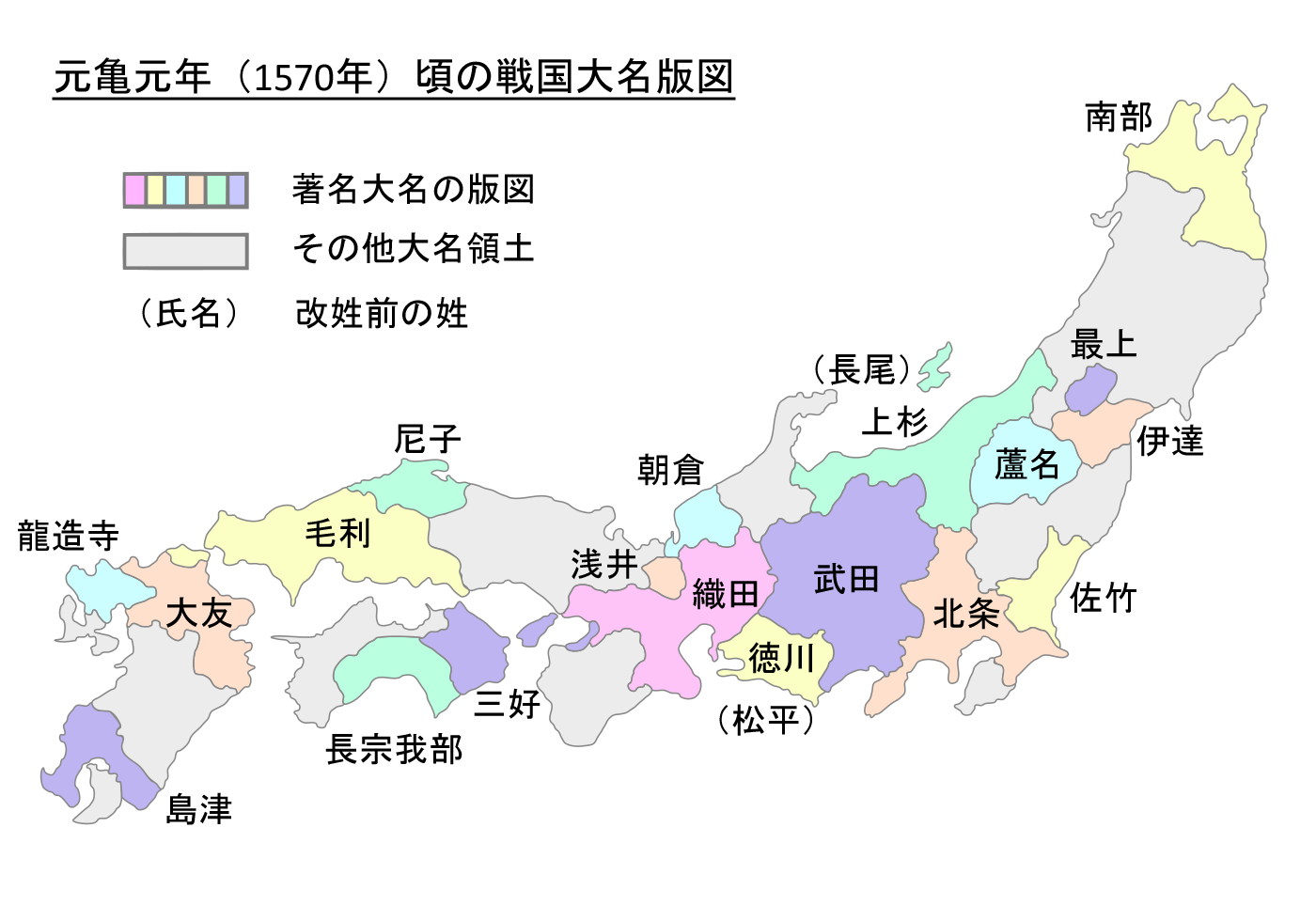
1570年末的战国大名势力图

信長包圍網是日本從戰國時代末期至安土桃山時代初期由部分大名組成的軍事聯盟，目的是要對抗織田信長勢力的擴張。严格上定義，“信长包围网”一共有过三次，这三次包围全部宣告失败，而冲破了这三重阻挠的织田信长也成长为全日本首屈一指的第一大势力，成功开创了织田氏的霸业。

## 起因
永禄十一年（公元1568年）2月8日，在三好三人众、阿波三好家、松永久秀及畿内三好家當主三好义继之间的权力斗争仍在持續的背景下，占据主动的三好三人众推举阿波公方足利義荣就任室町幕府第十四代将军；然而与此相对的，被谋殺的前将军足利义辉的弟弟足利义昭则奋起反抗。
同年九月，得到义昭投奔的织田信长凭借着大義名分着手上洛，恰逢三好家在畿内发生了内乱。趁着三好三人众和松永久秀刀兵相见的空檔，织田信长在联合了北近江的淺井家成功挺进山城，并在10月2日成功击破了三好三人众的主力部队，迫使后者撤往阿波。另一方面，松永久秀和三好义继则对信长表示臣从，信长至此成功取得了畿内局势的主动权。10月18日，足利义昭正式就任为室町幕府第十五代征夷大将军，信长凭借着扶持将军的威望迎来了一段辉煌时期。
永禄十二年（公元1569年）1月，三好三人众与三好笑岩趁着信长返回岐阜的空当，再度从和泉登陆，对当时位于本國寺的足利义昭和明智光秀发动突袭，是为本圀寺之变，但败于细川藤孝、三好义继以及摄津的国人众伊丹親兴、池田胜正和荒木村重组成的援军，再度退回阿波。至此，织田信长、足利义昭与三好三人众、阿波三好家这两股势力之间形成了分庭抗礼的对峙之势。但也就在这样的背景下，足利义昭和织田信长也开始了暗中较劲。足利义昭试图模仿自己的兄长义辉，重塑幕府的荣耀，这使得他与仅仅把他当做傀儡的信长之间爆发了不可调和的矛盾。
同样还是在1月，信長為限制足利義昭的大將軍權力，訂立了稱為「殿中御掟」九條的掟書（公布法或公定法）之後又追加了七條昭告天下，並迫使義昭承認這項命令，但因此事件使得義昭與信長的對立已然成形。

## 第一次信长包围网

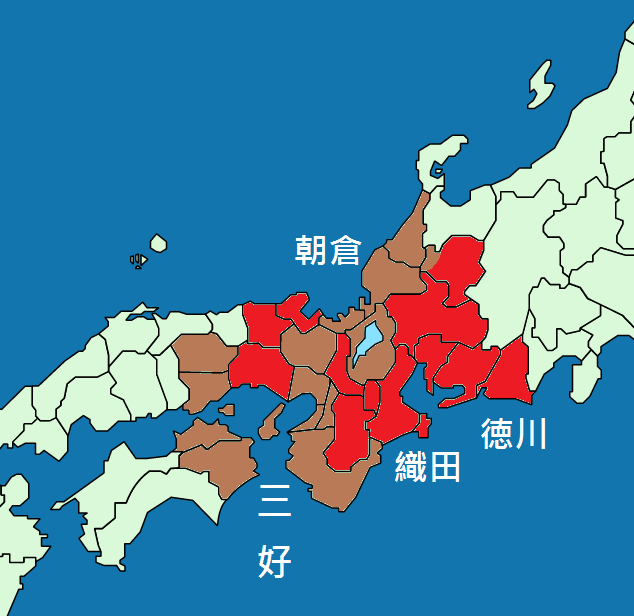
第一次信长包围网

上洛成功的織田信长，很快以幕府将军足利义昭的名义对各地的大名发布了要求上洛参见的命令，但越前的朝仓义景对此反应冷淡，双方的关系也开始迅速恶化。就在这样的背景下。
元龟元年（公元1570年）4月，信長為了討伐數度無視上洛命令的朝倉義景，與盟友德川家康一起向越前開始進軍。織田和德川軍逐步攻擊朝倉氏各個城池，進逼到金崎城時，信长在北近江的盟友兼妹婿淺井長政突然撕毁了和信长的盟约，联合朝仓氏夹击信长。通说中，浅井长政此举是为了守護淺井與朝倉家長久以来的友好關係。但根据太田浩司等日本学者的考证，浅井与朝仓不仅不是世代交好的盟友，还曾是针锋相对的敌人。浅井与朝仓结盟的时间和与织田结盟的时间差不多。因此，浅井背盟突袭织田信长，大概是出于利益考量。一旦织田信长消灭了朝仓家，浅井家的领地便完全被织田家包围了，再无向外拓展的可能。总之，淺井於背後突擊織德聯軍，導致信長陷入突如其來的危機，在木下秀吉（日後的豐臣秀吉）和明智光秀等家臣奮戰殿後之下終得以撤回京都，此為金崎之戰。
同年6月，信长于野洲河原之战击退了从甲賀郡北上试图重新夺回南近江的六角义贤和六角义治父子。6月末，织田信长和德川家康的联军在姊川之战中大破浅井與朝仓联军的主力，成功掌握了整个南近江的霸权地位，并开始觊觎浅井家的大本营北近江。姊川之战后，织田家占领了战略要冲横山城，从此朝仓和浅井势力想要沿着琵琶湖东岸南下就变得十分困难。
同年7月21日，三好三人众再度从摄津登陆，卷土重来的他们占领了野田城和福岛城，再度对织田信长形成对峙。
8月，织田信长率军攻击野田和福岛二城，野田、福岛城之战爆发。战事持续到9月13日时，石山本愿寺的法主显如突然发兵驰援三好三人众，对织田军宣战，使得本来已经倒向织田的战局走向变得扑朔迷离(野田、福島城之戰)。与此同时，浅井和朝仓联军再度从琵琶湖西岸南下进攻织田领地宇佐山城，信长的重臣森可成跟信長之弟織田信治陣亡。由于担心浅井和朝仓联军可能会攻入京都，织田信长于9月23日停止了和三好三人众以及本愿寺的战斗，下令从摄津撤军。9月27日，支持三好势力的篠原长房率领阿波、讃岐的军队从兵库浦登陆，开始向山城国进军。
回军的织田信长再度与朝仓和浅井联军以及支持他们的比睿山延历寺的部队对峙，战斗一直持续到了年末（志贺之陣）。再加上受到显如的指示，北伊势的一向宗信徒掀起了大规模的暴乱（长岛一向一揆）并杀死了信长的弟弟织田信兴。第一次信长包围网的格局已然形成，六角義賢同時也連同一向一揆起兵，但是被丹羽長秀跟木下藤吉郎擊敗，後與織田信長和談。而三好三人眾跟一向一揆在近畿的攻勢也欠缺進展。
但与此同时，信长也开始寻求朝廷的介入以化解危机。10月30日，信长与本愿寺达成和解。凭借着松永久秀的介入，与篠原长房在11月21日也成功和谈。12月，由于朝廷和幕府的介入，再加上北国风雪妨碍行军，信长也和朝仓和浅井暂时停战。第一次信长包围网就此被织田信长成功化解。
第一次信长包围网的参加势力有：
- 本愿寺（摄津、加贺）：元龟元年（1570年）10月30日达成和解。
- 杂贺众（紀伊）：支援本愿寺
- 六角義賢（近江）：元亀元年（1570年）11月达成和解。
- 三好三人众（摄津）：元亀元年（1570年）11月21日达成和解。
- 篠原長房（阿波、讃岐、淡路）：元亀元年（1570年）11月21日达成和解。
- 荒木村重（摄津）：与三好三人衆相同。
- 浅井長政（近江）：元亀元年（1570年）12月达成和解。
- 朝倉義景（越前）：元亀元年（1570年）12月达成和解。
- 延暦寺（近江）：在包围网瓦解后继续和信长对立。
- 筒井順慶（大和）：在包围网瓦解后继续和信长阵营的松永久秀对立。

## 第二次包围网

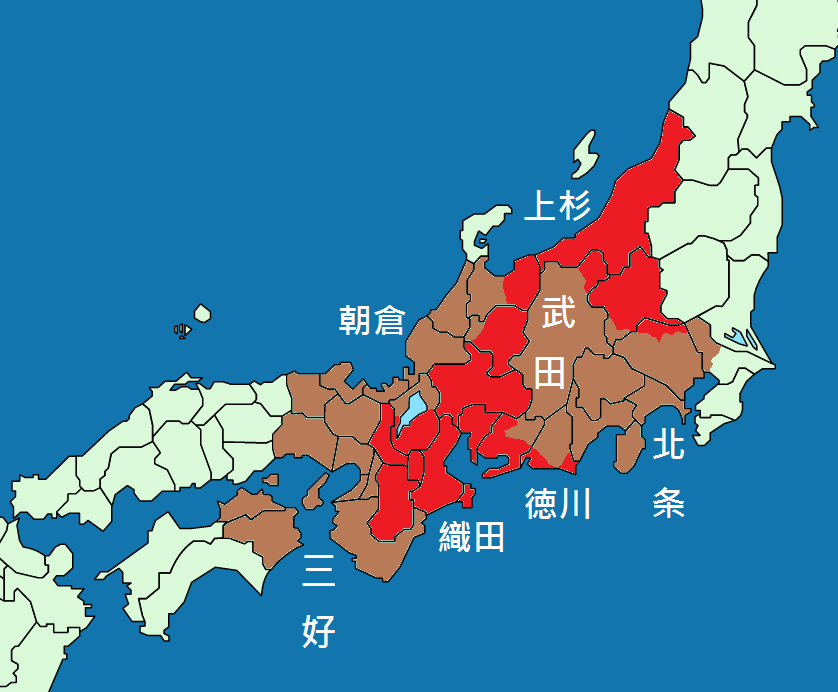
第二次信长包围网

元龟二年2月，信长成功通过策略招降之前於姊川之战后和主家分隔开的浅井家重臣矶野员昌，夺取了佐和山城的控制权，此舉不但讓信長成功巩固了对南近江的支配权，也讓浅井家的势力再度受到重大打击（佐和山城之戰）。同年5月，织田军开始向北伊势的一向一揆发动进攻。
元龟二年5月，篠原长房再度率领阿波、讃岐的軍勢，应浦上宗景和宇喜多直家的请求，在备前国的儿島登陆，击退了进攻此处的毛利家军队（本太城合戦）。淺井長政為奪回失土，也聯合一向一揆聚集了2萬3700人出陣以家臣淺井井規作為先鋒，率領野村直隆、中島直賴出兵攻打鎌刃城，但橫山城的木下藤吉郎在當日便接獲戰報，率軍500人跟淺井軍對峙，並擊潰淺井軍，淺井軍與一揆全面敗退，淺井長政收攏敗兵後無奈撤回小谷城。
接着在6月12日，足利義昭和織田信長将讨伐篠原長房的谕令颁布给了毛利家的小早川隆景。至此，毛利家、織田家、将軍足利義昭和阿波三好家、浦上家的正式对峙也开始成型。
松永久秀在當年5月誘召畠山昭高的家臣私部城主安見右近並將之殺害，隨後與其子松永久通一同進攻私部城，但久攻不落而撤退，6月11日，篠原長房率领阿波和讃岐的軍队登陆畿内，开始攻打河内國高屋城的畠山昭高（信長的妹婿之一）。，卻因為畠山家臣遊佐信教的防備而沒法攻陷城池。而將軍足利義昭也收九條植通之女為養女嫁給大和國另一方勢力筒井順慶作為拉攏。原本在松永久秀帳下隨軍攻打高屋城的箸尾為綱也反叛松永久秀，松永久秀聯合三好三人眾跟三好義繼領1萬5千人攻打，本還派人要求箸尾為綱獻出人質投降，但箸尾為綱不肯，松永、三好聯軍攻城不克，松永久秀退居龍田法隆寺，松永久通退往多門山。松永久秀在7月協同三好三人眾跟三好義繼出兵攝津國襲擊足利家臣和田惟政，但在細川藤孝跟三淵藤英的救援下，松永、三好聯軍攻擊不果撤退。
筒井順慶在7月時派兵往奈良進行掠奪，並在白土興建城砦，又於辰市築城以逼進松永久秀的領地，並讓井土國秋入鎮辰市城。筒井順慶跟松永久秀、三好義繼8月4日爆發辰市城之戰，松永、三好聯軍遭到筒井軍擊破後，共5百人戰死、5百人負傷，隨後筒井軍接連攻陷原屬松永方的筒井城、森屋城、高田城、番原城、藏堂城、山田城，超昇寺城也在8月10日投降筒井方。筒井順慶隨在11月時經由佐久間信盛跟明智光秀仲介，筒井順慶投降織田信長，織田信長回贈筒井順慶駿馬跟太刀，並仲介松永久秀跟筒井順慶和談。
8月末，摄津的荒木村重联合池田知正，与足利義昭阵营的茨木重朝、摄津三守護当中的伊丹親興及和田惟政开战，并杀死了茨木重朝与和田惟政。乘胜追击的池田军又先后攻克了茨木城和郡山城，并包围了和田惟政之子惟長所在的高槻城。得到了松永久秀和久通父子及三好義継和篠原長房的同盟之池田军最终攻破了高槻城。根据弗洛伊斯的《日本史》记载，高槻城的城下町遭到了长达两天两夜的縱火破坏。面对这个形势，織田信長于9月9日派遣佐久間信盛前往，而足利義昭也于9月24日派遣了明智光秀前往摄津和荒木村重交战，并最终迫使荒木暂时撤兵。这整个一系列冲突是为白井河原之战。
同年9月，信長派遣佐久間信盛、中川重政、柴田勝家、丹羽長秀出兵攻陷志村城，威脅淺井家臣小川祐忠投降，又攻破了一向一揆所盤據的金森城，並攻克并放火烧毁了比睿山延历寺（火燒比叡山）。
同月，淺井長政趁著織田家臣木下藤吉郎離開橫山城前往岐阜城參見織田信長時，派遣淺井井規、赤尾清冬領1千多淺井軍攻打橫山城。但人在岐阜城的木下藤吉郎聞訊後迅速回援，織田軍裡應外合下，反倒擊破淺井軍，淺井井規跟赤尾清冬收兵撤退，回師小谷城浅井家的家臣宮部継潤在横山城守将木下秀吉的策略下向织田信長投降。
元亀3年（1572年）3月，織田信長开始向北近江进军，得到此消息的浅井長政则开始巩固其居城小谷城的防御体系，采取被动的防御态势。而由于浅井势力被封死在北近江无法施展手脚，从美濃國到京都的补给联络线得到了稳定安泰，而近江的戦況也开始慢慢朝着对信長有利的方向推移。
同年5月，松永久秀和三好義継共同对畠山昭高領内的河内國交野城发动进攻，信長则派遣佐久間信盛与柴田勝家等组成的援軍赶赴驰援，并一度包围了松永和三好势力的重要城池大和信貴山城以及河内若江城，迫使二人撤兵(交野城之戰)。
同年7月，信長再度出击北近江，并修筑了虎御前山砦，击退了前来增援的朝倉軍，对于小谷城的包围攻势也慢慢增强。北近江戦線处于膠着状態，朝倉義景的家臣前波吉繼和富田長繁在8月突然投降了织田军。同年9月，信長利用足利義昭和武田信玄的关系试图和石山本願寺再度讲和，摄津一带的战事再度陷入对峙状态。同年10月，信長向足利義昭送去了长达17条的质问文书，两人终于彻底撕破脸形成对立。淺井長政一度引朝倉軍為援試圖進攻虎御前山，卻被秀吉大敗，近江一带的战事至此已经完全由织田军掌握主导权(虎御前山之戰)。。
10月的東海道方面，武田信玄集结了自方的大半军队，开始入侵徳川家康的领地，信长留驻在美浓的别动队则迅速赶往三河驰援德川军。同年12月爆发了三方原合战，织德联军大败于武田信玄的军队，德川家康退守濱淞城，而武田軍则得以继续西进，织田信长在东线战场的形式危险。
同年12月，篠原長房在淡路的补给线遭到切断，与此同时他的嫡子篠原長重在山城国大山崎一带的补给也陷入困顿中，因此他不得不向身在山城国淀古城的三好三人众中的岩成友通求援，而阿波军队也慢慢的失去了最初的锋芒。
收到了武田军在三方原大胜的消息后，大喜过望的足利义昭于元亀四年1月正式背弃了和织田信长的友好关系，在自己的根据地二条城举兵。足利义昭拒绝了织田信长发去的议和请求，于是信长便在同年的2月末开始向京都二条御所发兵，逼降了足利義昭的家臣山岡景友，並拿下志賀郡的大半。织田军在京都一带布阵后的没多久，摄津的荒木村重以及义昭的部下細川藤孝纷纷倒戈到信长的勢力。面对这个情况，再加上和信长的交战失利，义昭不得不寻求朝廷的协助帮自己渡过难关。双方在4月5日遵照天皇的勅命缔结了停战协定，义昭退出二条御所，撤往槙岛城整备军势，京都一带暂时重归平静。
依旧在进攻德川领地的武田军此时却出现了异变，开始缓缓朝根据地甲斐撤军。在撤退的途中，武田撤军的原因也大白于天下－4月12日，武田信玄于阵中病逝。遵照信玄遗嘱决定三年内秘不发丧的武田军开始撤回甲斐，而织田德川两家的大危机也就此解除。同年5月至7月间，阿波的篠原長房在自身势力已经出现衰退的情况下，遭到了三好長治和十河存保的联合进攻，被迫自杀（上樱城之戰），三好长治和十河存保随即宣布退出信长包围网，织田在西线又少了一個敵人。
同年7月，消停了三个月的足利义昭撕毁合约再度起兵，此时的他还不知信玄已病死的消息。织田军隨即包围了义昭所在的槇島城并迅速攻克。信长隨即下令将足利义昭流放，而室町幕府也被认为从此时起宣告灭亡（槙島城之戰）。织田军接着又拿下淀城，并且杀死了三好三人众中的岩成友通（淀城之戰）。
同年8月，浅井長政属下的阿闭贞征也投降于织田家，信長正式开始了对小谷城的笼城战。尽管朝仓义景的軍队火速赶往小谷试图增援浅井家，但见战局不利后随即开始撤回越前，追擊的信长軍在刀根坂之战中全歼朝仓军主力，并趁势攻入越前（一乘谷之戰）。8月24日，知道大势已去的义景在同族的眾人背叛下自杀身亡，織田軍隨後對淺井的小谷城進行總攻。9月1日，小谷城破，浅井長政在送妻子－信长的妹妹阿市及子女出城后，随即切腹自杀，浅井家宣告灭亡（小谷城之戰）。
同年11月，三好義継在若江城之战中失利后被迫自杀。12月，松永久秀也望风而降，第二次包围网宣告瓦解。12月18日，本願寺方面向信長送出了茶器“白天目”，进而达成和议，第二次包围网的最后一个成员宣告放弃。第二次包围网堪称三次包围中对信长压力最大的一次，在此之后信长已经逐渐扩大了自己的优势地位，而参与到反信长阵营的势力则再也没能取得主动权。

参加第二次信长包围网的势力有：
- 延暦寺（近江）：元亀2年（1571年）9月，被织田军攻克并烧毁。
- 筒井順慶（大和）：元亀2年（1571年）11月，在明智光秀和佐久间信盛的斡旋下与信长达成和解，并宣布臣属于织田家。
- 荒木村重（摄津）：天正元年（1573年）4月，背叛织田家。
- 池田知正（摄津）：天正元年（1573年）4月，受到家臣荒木村重背叛的牵连，被织田信长流放。
- 和田惟長（摄津）：天正元年（1573年）4月，在立场不明确的情况下，被家臣高山友照流放。
- 武田信玄（甲斐、信濃、駿河）：天正元年（1573年）4月，信玄病死，其子武田胜赖继续对织田家采取敌视态度。
- 北条氏政（伊豆、相模、武蔵）：作为武田氏的同盟，曾向远江国派遣援军对抗德川家康。
- 篠原長房（淡路、讃岐、阿波）：天正元年（1573年）7月，受到三好长治和十河一存的攻击被迫自杀，此二人之后退出了信长包围网。
- 三好三人衆（山城・摄津）：天正元年（1573年）7月，岩成友通战死。8月，三好长逸和三好政康逃亡。
- 足利義昭（山城）：天正元年（1573年）7月，被织田信长从京都流放，室町幕府灭亡。
- 朝倉義景（越前）：天正元年（1573年）8月自杀，朝仓家灭亡。
- 浅井長政（近江）：天正元年（1573年）9月自杀，浅井家灭亡。
- 本願寺（摄津、加賀）：天正元年（1573年）11月末，与信长打成和解，随后再次对立。
- 三好義継（河内）：天正元年（1573年）11月自杀。
- 松永久秀（大和）：天正元年（1573年）12月末投降。
- 遊佐信教（河内）：天正2年（1574年）4月，在高屋城战死。
- 六角義賢（近江）：天正2年（1574年）4月13日从甲賀郡北部的石部城到南部的信乐一带逃亡，继续对抗织田势力。
- 伊丹親興（攝津）：天正2年（1574年）11月，在伊丹城受到荒木村重的进攻，被迫自杀。
- 願証寺（伊勢）：天正2年（1574年）9月，被织田军夷为平地。
- 雑賀衆（紀伊）：继续支援本愿寺的战斗。
- 三好笑岩（河内）天正3年（1575年）4月，在高屋城投降。
- 松浦信輝（和泉）：天正3年（1575年），在没有表明立场的情况下受到家臣寺田正家的进攻，正家随后出仕于信长。

## 包围网的瓦解与重铸

### 本願寺
天正元年末，第二次包围网在实质上已然瓦解，但实力仍在的本愿寺在法主显如指挥下，以石山本愿寺为核心，继续指导各地的一向宗门徒揭竿而起，对信长的统治形成了强力的冲击。尤其是在天正2年（1574年）1月发生了越前一向一揆，一向宗在5月時完全占领了越前，与之前就已经处于本愿寺控制下的加贺一道，于北陆一带形成了势力庞大的反信长势力圈。
随着包围网的瓦解，压力大大减轻的信長主动出击，对一向宗进行有力反制。以塙直政为总大将的部队对石山本願寺进行了直接的包围战，与此同时，织田军分别在天正二年9月和天正三年5月击溃且血腥镇压长岛一向一揆和越前一向一揆，大大削弱了本愿寺的影响力。

### 武田家
尽管信玄已死，但武田家在其子胜赖的统领下依然保有强大的实力。武田军对德川领内的三河國与远江國发动了数次侵略。在遠江的要衝高天神城陷落后，家康便陷入了苦战。然而在天正三年（1575年），勝頼进攻三河的長篠城，却在長篠之戰中慘敗给织德联军，并丧失了大部分的精锐家臣。（在此之后，第三次信长包围网之中，天正十年（1582年），信長頒布甲府討伐令，策反武田氏的外戚木曾義昌（信玄之女真理姬的夫婿，即勝賴的姊夫）和多名武田家臣之後，勝頼在接連的岩村城之战和二俣城之战中皆告负，丧失了对东美浓要冲岩村城和遠江的要冲二俣城之控制权。在此之后，家康继续扩大战局优势，勝賴最終在天目山之戰抵抗瀧川一益3000人的包圍，絕望地在棲雲寺與北條夫人自殺，得年37歲，甲斐武田家勢力滅亡。）
另一方面，早在天正元年就从京都被流放的足利义昭经过多方辗转，最终在天正四年（1576年）逃到了毛利家的庇护之下，呆在备后国继续谋划着反信长的大业。暗流涌动的局势最终催生了第三次包围网，而此次参与的反信长势力已经不再仅仅是畿内的这些小势力，重量级的毛利、上杉和武田等正谋划着对织田的又一次打击。

## 第三次包围网

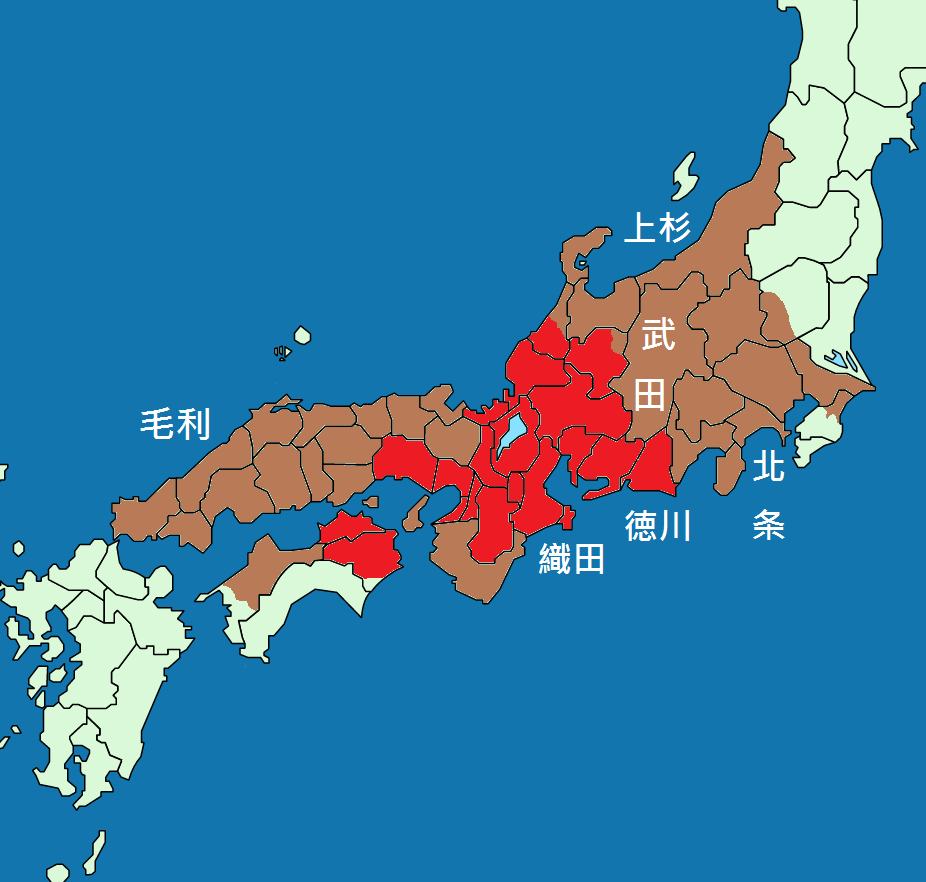
第三次信长包围网

天正四年，逃到毛利家庇护下的足利义昭再度发起了对织田信长的围剿行动。当時尽管已被流放，但义昭仍然保有征夷大将军的官職，他再度以将军的名义对各地大名发出谕令，希望他们能联合起来对抗信长。本就长期和信長处于对立的本願寺、甲斐的武田家、中國地方的毛利家、宇喜多家及北陸的上杉家响应号召，参与了第三次信长包围网。
随着义昭的煽动，处于信长支配体系之下的一些小势力也开始发生动摇。一直处于半独立状态的丹波國波多野秀治以及但馬國山名祐丰相继在天正三年年末至天正四年年初背叛信长，加入信长包围网。
面对反织田势力的再度集结，信长继续对石山本願寺的經濟包围行动，另一方面先着手镇压各地的一向一揆。派遣老将柴田胜家前往越前，镇压当地的一向一揆，并顺带进军加贺，展开对北陆的进攻行动。
天正四年4月，信長对一直与自己处于冷战状态的石山本願寺发起了主动进攻，以塙直政和明智光秀为总帅的军队开始向天王寺一带展开攻略。另一方面，六年前曾在野田城、福島城之战中对织田军造成极大威胁的杂贺众在铃木孙市的带领下与本願寺协同对抗织田军，能够熟练操作铁炮的杂贺众令织田军陷入了苦战。在天王寺之战中，本愿寺军队杀死了织田家臣塙直政，而天王寺砦的明智光秀受到一向一揆的包围也陷入困局。于天王寺砦包围不利的光秀随即和亲自前来增援的信長一起和本愿寺军队展开了大会战，此战過程惨烈，连信长本人也不幸负伤，但最終順利擊潰一向一揆，並追擊到本願寺的城戶口，斬殺2千7百多名敵軍，戰後在石山本願寺的四隅建築十個付城，團團包圍本願寺。
另一方面，柴田勝家在越前和加賀的进攻则非常顺利。由于加賀一向一揆的指挥官大多数已经在之前越前的战事中阵亡，加賀的一向宗难以组织像样的防御，织田军在北陆战场上占尽了优势。
随着本願寺在北陆受到的压力越来越大，北陆方面的一向一揆开始转而与多年的老对手上杉谦信结为同盟。而上杉家随即也就展开了对越中和能登的侵略行动。中国地方的毛利辉元则从海上向石山本願寺提供补给，毛利家麾下的村上水军在村上元吉的率领下于天正四年7月13日在第一次木津川口之战中大破织田水军，成功保证了石山本願寺补给线的安全，使得石山方面得以长期和织田包围军展开消耗战。然而相对的在北陆方面，上杉军于当年11月开始对能登畠山家的主城七尾城的包围并不顺利，再加上大本营越后受到了关东的北条家的进攻，上杉军不得不于天正五年（1577年）3月撤回越後。
天正5年，信長决意要铲除本愿寺的强力盟友杂贺众，随即于当年2月展开了纪州征伐。这次的军事行动重创杂贺众，使他们不得不暂时在形式上对信长宣告臣属，本愿寺面临的压力也就进一步增大。然而到了8月，负责防守包围军要冲的天王寺砦松永久秀却突然烧毁了城砦，并撤退回了自己大本营信贵山城，再度背叛织田信长。为了讨伐背叛的松永久秀，信长的长子织田信忠率领大军进逼大和國。10月，松永久秀的居城信貴山城陷落，松永久秀自杀身亡（信貴山城之戰）。
与此同时，柴田胜家对加贺的侵略仍在继续。天正五年7月，能登畠山家的七尾城再度受到上杉謙信的进攻，为此畠山家特地向柴田胜家发出了求援书，胜家随即开始了對能登的远征。然而胜家的援军还没能赶到，七尾城便在9月失守。柴田胜家的计划部署被打乱，再加上在11月爆发的手取川之战中大败于上杉军（此戰實況尚存嚴重爭議），织田方面对加賀的进攻一时陷于停滞。
另外，在丹波方面，自天正5年末亀山城主内藤定政病死后，明智光秀就被任命为总大将，开始负责对丹波的入侵。在八上城和黒井城发生的战斗中织田军接连取胜，取得了绝对的优势权。
天正六年（1578年）3月，上杉谦信病死。他的外甥上杉景勝与养子上杉景虎就上杉家的继承人问题爆发了激烈的争夺战，史称“御馆之乱”，上杉家在北陆的势力也大幅度衰退，而柴田胜家则抓住机会主导了織田家在加賀的優势攻略，以畠山家遺臣長連龍侵入能登，織田信長也調派齋藤長龍由飛驒攻入越中國。丹波黒井城主赤井直正也于此时病死，织田方面在丹波也取得了大优势。整体坏境对信长已经非常有利。
借此机会，信長命令羽柴秀吉（他已经由木下改姓）率领军队开始侵略播磨。毛利輝元则联合備前的宇喜多家在播磨和织田军鏖战。与此同时，三木城主別所長治加入毛利一方对抗信长，播磨的战况一时陷入胶着。
就在织田与毛利在播磨你来我往之际，10月，荒木村重再度背叛织田家，在摄津伊丹的有冈城起兵。受此影响，石山本願寺包围网产生了缺口，而秀吉对三木城的进攻也受到了补给不足的威胁。为此，信长果断派兵前去镇压，一个月后，荒木属下的高槻城主高山右近、茨木城主中川清秀和摄津多田山下城的塩川国満全部向织田军投降，而有冈城之战随即开始，石山本願寺的路上补给路线再度被织田军切断。另外，到了12月时，石山本願寺的海上補給线也由于毛利家水军于第二次木津川口之战中不敌织田水军而同样宣告被截。织田军距离胜利已经近在咫尺。
到了天正7年（1579年），畿内荒木村重的有岡城，別所長治的三木城都受到了织田军的重重围困，石山本願寺在海上補給线被切断的情况下也已经孤立无援。丹波的波多野家和赤井家也被织田军全面压制，威风八面的织田信长此时已经可以说是必胜无疑。随着时间推移，5月时波多野家的主城八上城陷；8月时，赤井家的主城黒井城也宣告陷落。已经被越发孤立的有冈城城主荒木村重不得不于9月逃亡，10月，有冈城也被织田军拿下。儘管別所長治依然坚持和织田军作战，但到了10月，随着備前的宇喜多直家背叛毛利转而支持织田方面，三木城的补给也被完全切断（三木合戰）。
接着，在天正八年（1580年）1月，三木城最终被攻陷，别所长治自杀身亡。闰3月，本願寺法主显如宣布让出石山本願寺，与信長成功讲和。由此，持续了十年之久的石山合战终于宣告结束。随着石山本願寺的陷落，第三次信长包围网也宣告彻底瓦解，天正八年（1580年）11月，柴田勝家也平定加賀一向一揆，前田利家與長連龍入主能登，進而侵入越中。羽柴秀吉也隨後拿下但馬、因幡兩國（鳥取城之戰），兵鋒直指備中。
苟延残喘的武田勝頼在天正十年（1582年）2月的甲州征伐中战败自尽。尽管上杉景勝和毛利輝元依旧坚持在和织田信长作战，但都处于极为不利的局面。然而，天正十年6月的本能寺之变却导致信长突然身亡，伴随着之后织田家内部爆发的激烈的争权夺利，织田家对上杉家和毛利家的战斗也终于画上了句号。
参加第三次信长包围网的势力有：

杂贺众（紀伊） - 天正5年（1577年）3月投降于织田军。7月再度掀起反旗，继续与织田军作战。
松永久秀（大和） - 天正5年（1577年）10月，兵败自杀。
上杉謙信（越後、越中） - 天正6年（1578年）3月，上杉谦信病死。接着在御馆之乱中胜出的谦信養子上杉景胜從加賀與能登撤军。之后繼續與織田家在越中進行對峙。
赤井直正（丹波） 天正6年（1578年）3月，直正病死。天正7年9月，其根据地黒井城被織田軍夷為平地。
波多野秀治（丹波） - 天正7年（1579年）6月投降，后被处死。
荒木村重（摄津） - 天正7年（1579年）9月，抛弃了有冈城逃亡。后成为羽柴秀吉的家臣。
宇喜多直家（備前） - 天正7年（1579年）10月，投降。
別所長治（播磨） - 天正8年（1580年）1月，自殺。
本願寺（摄津） - 天正8年（1580年）闰3月，与织田家讲和。同年8月，一向宗彻底退出石山本愿寺。
山名氏（但馬、因幡）- 天正8年（1580年）5月，山名祐丰病死。其子山名尧熙宣布投降。
菅達長（淡路）天正9年（1581年）11月，羽柴秀吉与池田元助合力攻克其根据地岩屋城，在紀伊隐蔽流亡。
武田勝頼（甲斐、信濃、上野、駿河） - 天正10年（1582年）2月，自殺。武田家滅亡。
毛利輝元（安芸、備後、備中、長門、周防、出雲、石見等） - 从播磨国撤退，其后继续与織田家對歭，失去但馬、因幡等國，被羽柴秀吉攻入備中國。
足利義昭（備後） - 流亡在外，在毛利家的庇護下繼續和織田家對立。